# Carrer Major (el Poal)
El Carrer Major és un conjunt neoclàssic del Poal (Pla d'Urgell) inclosa a l'Inventari del Patrimoni Arquitectònic de Catalunya.

## Descripció
Carrer amb cases senyorials de façana de pedra picada i portes allindades amb inscripcions i en alguns casos amb escuts senyorials. El carrer acaba amb la pl. de l'Església. Les inscripcions porten la data de 1616 i 1860. Al c/ Major es conserva un massís mur que segons la tradició popular és la resta de l'antiga església de la població.

## Història
Aquest carrer és el més antic del poble, en un principi el poble tan sols tenia aquest carrer i la pl. de l'Església. En aquest és on s'erigien les cases dels grans senyors dels poble. Actualment algunes d'elles estan habitades mentre que d'altres resten desocupades. Totes les cases foren construïdes en pedra.